# Reinmara
Reinmara (лат.) — род бабочек из семейства Mimallonidae. Неотропика.

## Описание
серебристо-серым и коричневым основным цветом
Среднего размера бабочки. Отличаются по следующей комбинации признаков: контраст между медиальной и субмаргинальной областями из-за диффузного розового или серебристо-серого окрашивания, ограниченного сильно выраженной, относительно прямой постмедиальной линией; зубчатый торнус переднего крыла и передний край заднего крыла. У всех, кроме одного вида (R. ignea) антенны самок и самцов сильно диморфные, у самцов двугребенчатые, что типично для Mimallonidae, а у самок зубчатые. Такой диморфизм наблюдается только у неродственного рода Roelofa. Род был впервые выделен в 1928 году американским энтомологом Уильямом Шаусом (William Schaus; 1858—1942). Валидный статус таксона был подтверждён в ходе ревизии в 2019 году американским лепидоптерологом Райаном Александером Ст. Лаурентом (Ryan A. St. Laurent, Cornell University, Department of Entomology, Итака, США) и Акито Кавахарой (Akito Y. Kawahara, University of Florida, Гейнсвилл, Флорида).
- Reinmara andensis St Laurent, Herbin & C. Mielke, 2017 (Боливия: «N. Yungas»)
- Reinmara atlantica  St Laurent, Herbin & C. Mielke, 2017 (Бразилия: Espírito Santo)
- Reinmara enthona (Schaus, 1905: 325) (Cicinnus) (Фр. Гвиана)
- Reinmara ignea St Laurent, Herbin & C. Mielke, 2017 (Бразилия: Santa Catarina)
- Reinmara minasa Schaus, 1928 (Бразилия: Minas Gerais)
- Reinmara occidentalis St Laurent, Herbin & C. Mielke, 2017 (Эквадор: El Oro)
- Reinmara wolfei Herbin & C. Mielke, 2014 (Бразилия: Maranhão)